# قطعنامه ۵۴۴ شورای امنیت
قطعنامه ۵۴۴ شورای امنیت سازمان ملل متحد که در تاریخ ۱۵ دسامبر ۱۹۸۳ تصویب شد، سندی بین‌المللی دربارهٔ قبرس است. این قطعنامه طی نشست ۲۵۰۳ام با ۱۵ موافق، ۰ مخالف و ۰ ممتنع تصویب شد.